# 1861年大彗星
1861年大彗星（C/1861 J1）是由澳洲新南威爾斯的天文學家約翰·特布特（John Tebbutt）於1861年5月13日所發現的，當時彗星的亮度約為4等，距離彗星通過近日點大約還有1個月。

## 軌道
彗星於1861年6月11日通過近日點，但是北半球直到6月29日以後，才能夠觀測到彗星。彗星能夠用肉眼觀測的時間大約有3個月之久。
1861年8月中旬過後就再也無法用肉眼觀測了，不過直到1862年5月為止，都還可以用望遠鏡觀測到彗星的蹤跡。
預計1861年大彗星下一次回歸將會在23世紀。

## 外部連結
- C/1861 J1 (Great Comet of 1861) on Cometography.com
- The Comet of 1861，Gallery of Natural Phenomena
- JPL DASTCOM Comet Orbital Elements